# باركر تايلر
باركر تايلر (بالإنجليزية: Parker Tyler)‏ هو ناقد سينمائي وكاتب وشاعر أمريكي، ولد في 6 مارس 1904 في نيو أورلينز في الولايات المتحدة، وتوفي في 1 يونيو 1974 في نيويورك في الولايات المتحدة بسبب سرطان البروستاتا.

## وصلات خارجية
- باركر تايلر على موقع IMDb (الإنجليزية)